# 対潜戦

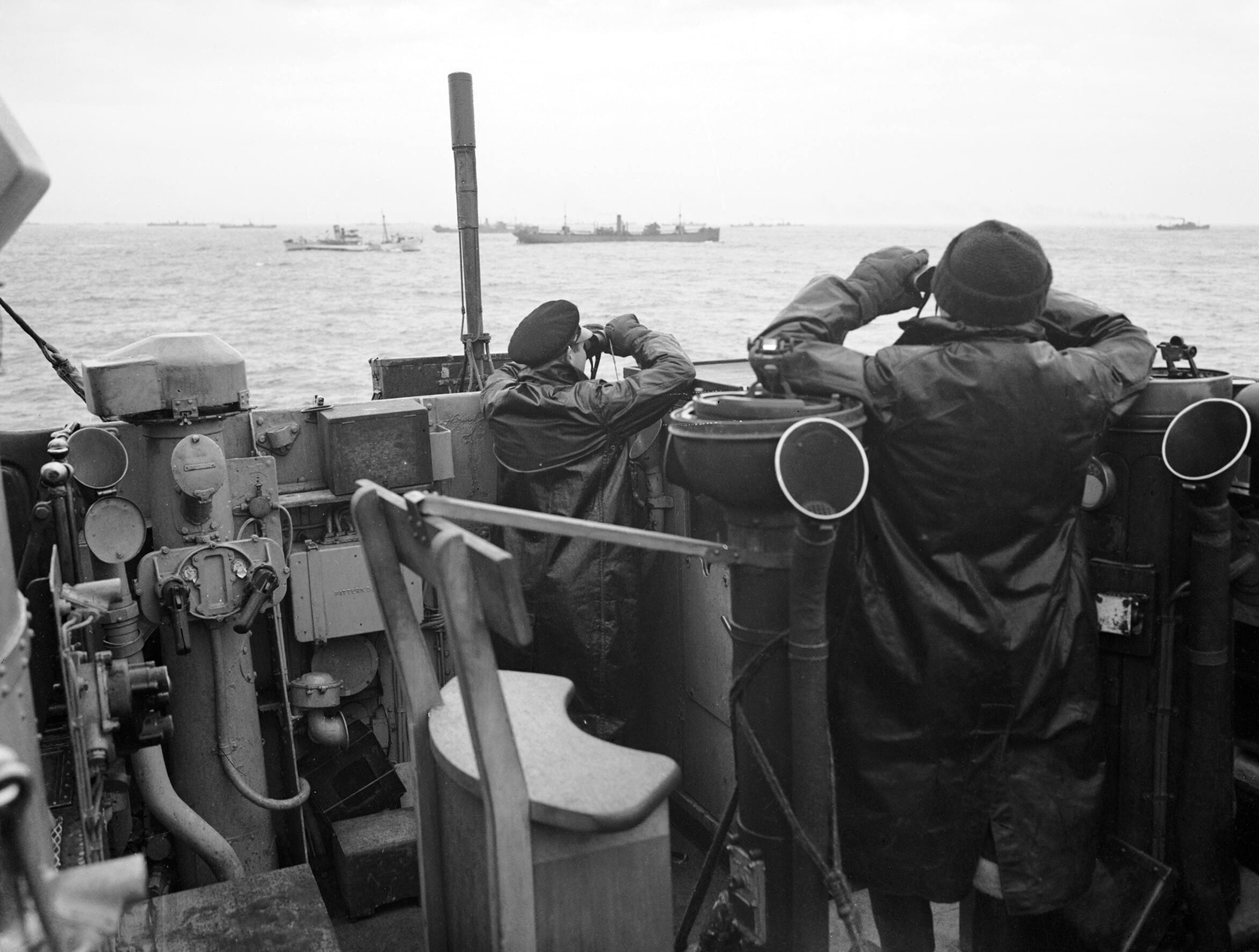
1941年大西洋海戦における対潜水艦哨戒

対潜戦（たいせんせん、英語: Anti-submarine warfare, ASW, A/S）は、潜水艦に対する海戦のこと。潜水艦対対潜ユニットでの局地的対潜戦闘は、ASWと称され、敵対勢力との競合海域全般におよぶ、より広範囲の対潜水艦戦をシアターASW:戦域対潜戦と呼称する。
対潜戦では、他の形態の海戦と同様にセンサや兵器などの技術的進歩、訓練および経験、平時からの敵潜水艦の音紋や磁気特性などの継続的な収集（水中音響戦）と潮流などの自然環境の観測、海戦術や航空戦術の改善により戦闘時の優位をもたらす。とりわけ、最初に敵潜水艦を発見するソナーの役割は大きく、対潜戦の成否の鍵を握っている。潜水艦の破壊には航空機や水上艦、水中のプラットホームから発射される対潜兵器が使用される。
対潜戦の実行は同時に水中の脅威から艦隊・商船を護衛することになる。第一次世界大戦以降、潜水艦を含む脅威から商船を守るため護送船団が編成された。

## 黎明期

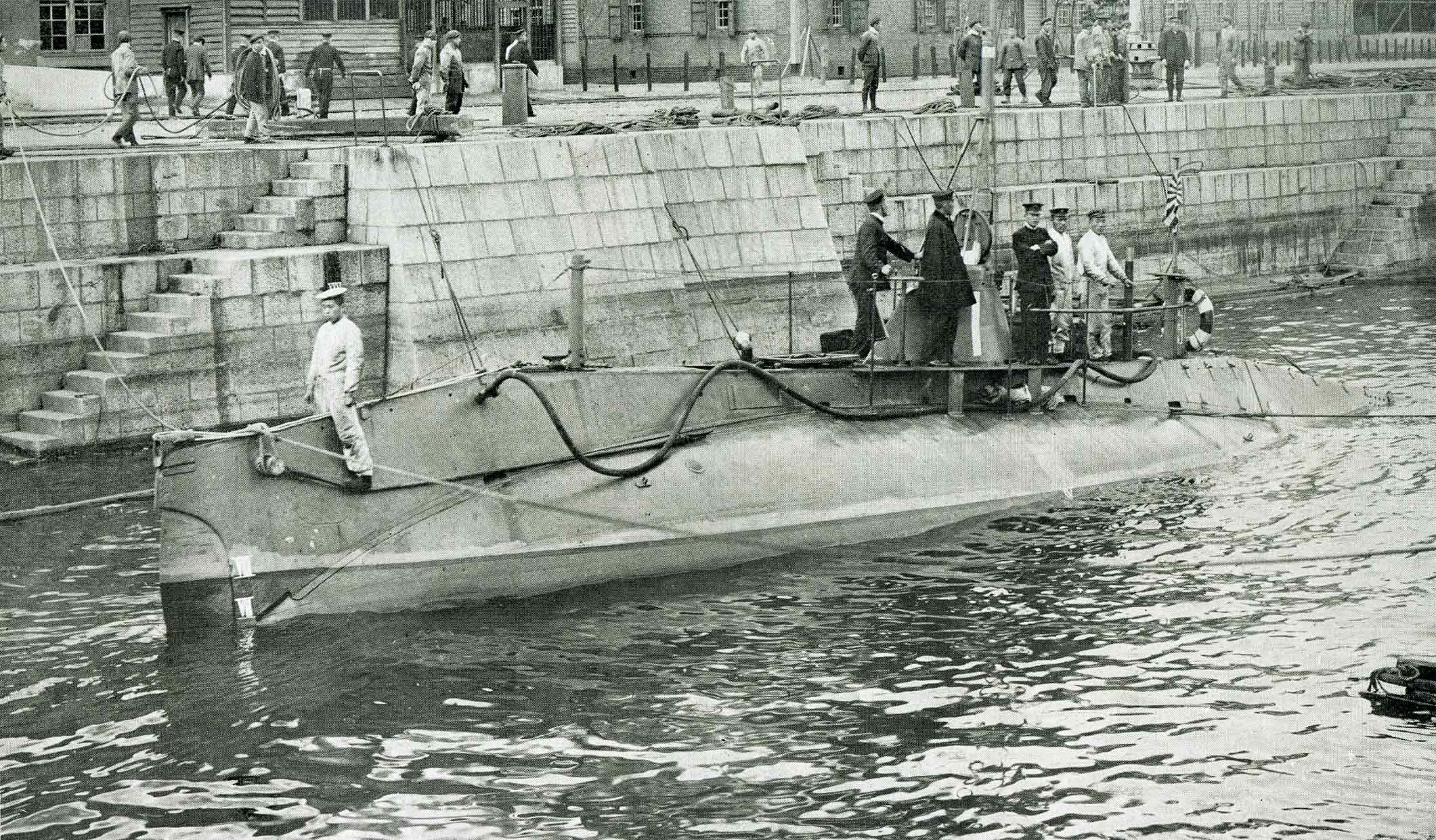
日本のホランド級潜水艦、第一潜水艇。

軍事用潜水艦の建造の試みは古くから様々に存在していたものの、実際に水中の乗り物による船舶へ最初の攻撃が行われたのは、アメリカ独立戦争中の1776年のタートル潜水艇による作戦であると一般に信じられている。この際、攻撃に用いられたのは、今でいう機雷だが、当時はトーピード（現在は一般に魚雷を指す）と呼ばれていた。最初の自航式魚雷は1863年に発明され、水上小型船舶から発射された。魚雷を装備した最初の潜水艦はNordenfeld IIであり、提案されたのはより早期であったものの、建造されたのは1886年であった。この間の1864年には、アメリカ連合国海軍の「H・L・ハンリー」により、初の撃沈スコアが記録されている。
1904 - 1905年の日露戦争においては、大日本帝国海軍・ロシア帝国海軍がともにホランド級潜水艦を導入していたことから、双方ともに相手の潜水艦を警戒して神経をすり減らすことになった。結局、いずれの潜水艦も実戦投入には至らなかったものの、これにより、戦史上初の対潜戦が展開された。
計画案として、潜望鏡対策にペンキや油をまいたり、鳥や海の生き物を訓練したり、手漕ぎボートを展開して潜望鏡をハンマーでたたくことが提案された。広く使われていたのが、煙幕や爆薬が付いた鉤爪を曳航する方法であった。

## 爆雷と護送船団（第一次世界大戦）

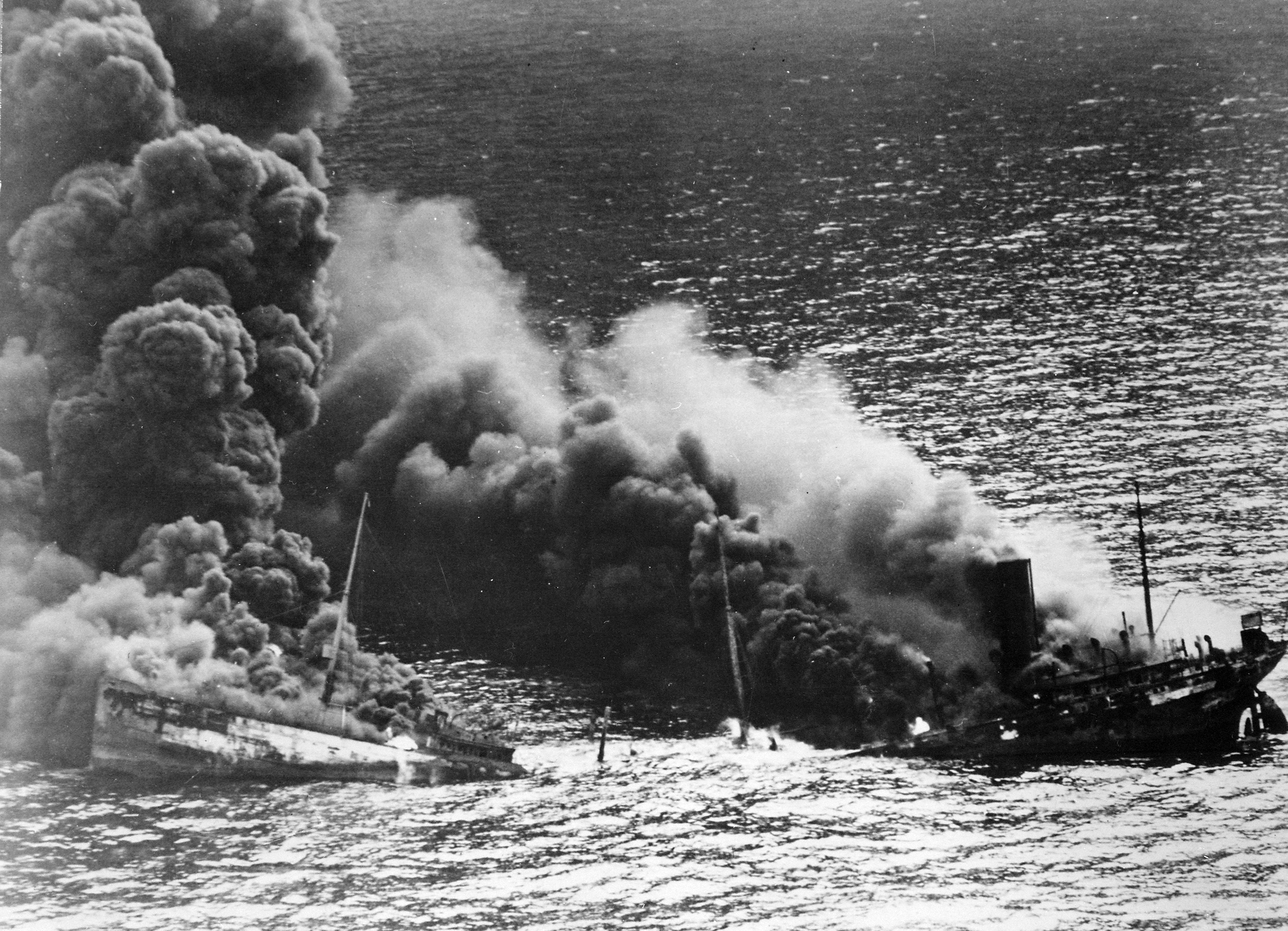
Uボートの雷撃により撃沈される商船

潜水艦が本格的に実戦投入されたのは第一次世界大戦からであり、1914年の大戦の勃発までに300隻近い潜水艦が任務に就いていた。これに対抗するため、この時期に建造された艦艇は、魚雷に対する防御として、装甲帯をつけていた。
大戦勃発から1か月後の9月5日、Uボートの1隻であるU21の雷撃によりイギリス海軍の偵察巡洋艦「パスファインダー」が撃沈されたのを端緒として、その17日後の9月22日にはU9が3隻のクレッシー級装甲巡洋艦を立て続けに撃沈するなど、潜水艦の脅威は猖獗を極めた。
また1915年からは通商破壊戦、1917年からはさらに拡大した無制限潜水艦作戦が開始された。島国であるイギリス帝国は資源・食料の多くを海外の植民地からの輸入に頼っていたことから、これに対しイギリス海軍も全力で対抗し、大西洋の戦いが幕を開けた。
この戦いを通じて、現代に通じる対潜戦の技術の多くが実用化されていくことになった。水上艦がUボートに対抗する手段としては、当初は浮上時に体当たりか砲撃を加えるのが普通であり、潜航中の敵艦を攻撃できる手段としては原始的な曳航式爆破具が用いられていた程度であったが、1914年11月より投射式の爆雷の開発が開始され、1915年に実用化された。またハイドロフォン（のちのパッシブ・ソナー）の実用化も進められ、1915年には地上局が設置され、1916年には艦載化が開始された。アクティブ式のASDIC（のちのアクティブ・ソナー）の開発も進められたが、その実用化は1920年と、大戦には間に合わなかった。
さらに機雷戦も応用され、1918年には、英米共同で73,000個以上の機雷を敷設して北海機雷堰を構築し、13隻のUボートを撃沈、休戦まで潜水艦を封じ込めた。また大戦末期には、地上基地からの対潜哨戒機も実用化された。
また作戦術・戦術の研究も進められた。1917年より開始された手法の一つがQシップと呼ばれる武装商船であった。このQシップを、Uボートの行動が確認された海域へ向け単独航行させる。当時、Uボートに搭載されていた魚雷は貴重品であり、簡単に使える物ではなかったため、護衛無しの単独航行中の商船の場合は、浮上して砲撃で攻撃していた。Qシップはこれを利用し、無防備な商船を装って、安心したUボートが攻撃しようと浮上した所を、突然攻撃してこれを撃沈するものであったが、無制限潜水艦作戦の開始とともに有効性は低下した。之字運動やダズル迷彩なども自衛手段として普及した。最も効果が有った対潜戦術は、やはり1917年より着手された護送船団方式であった。船を集団行動させて護衛艦を付ければ、単独行動時よりも輸送効率は悪くなるが、一隻当たりの被発見率を低下させる事が出来る。この方式により、それまで一回の航行に付き10%程度だった商船の被撃沈率は1%程度にまで低下した。
最終的に連合軍は勝利をおさめたものの、約5,300隻、1,300万トンに及ぶ商船を失い、世界は「灰色の狼」と呼ばれたUボートの脅威を知ることとなった。

## ソナーと対潜前投兵器の普及（第二次世界大戦）
先の大戦で手痛い被害にあったイギリスだったが、その後は国内の軍縮ムードや財政難の影響で、対潜兵力の整備の進展は遅々たるものとなった。しかし技術開発は進められており、大戦中に開発を進めていたASDIC（アクティブ・ソナー）については、上記のとおり1920年に実用化され、装甲巡洋艦「アントリム」に搭載されて実験が行われた。1926年には潜水艦、1928年には駆逐艦への装備が開始されている。また大戦直前の1939年計画より、対潜プラットフォームとしてハント級駆逐艦の建造も開始された。
しかし1939年に第二次世界大戦が勃発すると、イギリス海軍自慢のASDIC装備の護衛艦による護送船団戦術は、ドイツUボートの群狼作戦により危機にさらされることとなった。これは、Uボートを3 - 20隻程度の集団で作戦海域に展開させておく。その内の一隻が敵船団を発見すると、すぐには攻撃を掛けず僚艦に位置情報を連絡し、船団の追尾を続ける。そして夜間になると全艦で一斉波状攻撃をかける戦術で、大きな効果を上げた。潜水艦隊は全て本国司令部のカール・デーニッツの指揮で動いていた。米海軍も日本への通商破壊戦で採用した。
一方、連合軍はこれに対抗すべく、数々の新兵器を投入した。
曳航ノイズメーカー
Uボートの誘導魚雷の命中率を低下させる事に成功。
対潜哨戒機
PBY カタリナ、PB4Y-2 プライバティア、ショート サンダーランドといった長距離哨戒機や飛行船などでの哨戒。水上艦での哨戒に比べ、航空機での哨戒は安全で効果が高かった。
護衛空母
船団に護衛空母を伴随させる事で、より船団に密着した航空対潜哨戒が可能。
暗号解読
ドイツ軍が使用していたエニグマの解読により、Uボートの作戦行動を察知。
レーダー
浮上航行時の探知確率が高まったことから、Uボートの浮上航行を大幅に制限する事に成功した。
電波方向探知機
短波方向探知機 (HF/DF) などが代表的。Uボートが通信で使う電波を逆探知して位置を割り出した。位置が分かると護衛艦がそこに急行してUボートを攻撃した。
対潜迫撃砲
ヘッジホッグ、スキッドなどが代表的。通常型爆雷と比べ、深度設定の必要が無く、また射撃直前にソナーから目標を失探することもない。
対潜魚雷
パッシブ・ホーミング式の誘導魚雷Mk.24などの投入により、敵潜水艦へのより効果的な攻撃が可能となった。
また、初めて数理学的分析も導入された。イギリス軍では、既にバトル・オブ・ブリテンにおいてパトリック・ブラケット博士を始めとする数学者たちがオペレーションズ・リサーチを活用していたが、ブラケット博士は海軍士官候補生として第一次世界大戦に従軍していたこともあり、対潜戦への応用にも積極的であった。アメリカ海軍においても、1942年、大西洋艦隊対潜部隊指揮官であったW.D.ベイカー大佐は、NDRCの支援下に、対潜戦オペレーションズ・リサーチ・グループ (ASW Operations Research Group, ASWORG) を編成した。編成時の人員は7名であったが、1943年7月には44名に増強されて第10艦隊隷下に編入、さらに1944年10月には対潜戦以外の分野にも支援を提供するため、合衆国艦隊司令長官の直率下に移動されてORG (Operations Research Group) と改称された。
第二次大戦での大西洋の戦いでは、最終的に連合軍は3,000隻、1,600万トンの貨客船を、ドイツ海軍は700隻余りのUボートを失った。

## 走査型ソナー・ヘリコプター・短魚雷（1940年代 - 1970年代）
一方、第二次世界大戦末期より、センサーと武器システムの双方で、次世代への萌芽が出現しつつあった。
センサーとしては、従来用いられてきたサーチライト・ソナーにかわり、迅速に走査・モード変換できるスキャニング（走査型）・ソナーが主流となった。初めて実戦配備されたスキャニング・ソナーは1948年より艦隊配備されたアメリカ海軍のQHBで、これは後にAN/SQS-10/11と改称したのちにAN/SQS-4に発展し、護衛駆逐艦やフリゲートで広く用いられた。
対潜哨戒機においても、従来はレーダーと磁気探知機 (MAD) が主なセンサーであったが、投棄式ソナーであるソノブイが用いられるようになった。また従来は固定翼機（陸上機・水上機）が用いられていたが、さらに回転翼機も登場してきた。アメリカ、ソ連、イギリスなどにおいて、空母の艦上機としては50年代から、またその他戦闘艦の艦載機としては60年代前半から配備されるようになった。
攻撃手段としては、対潜迫撃砲をロケット砲とすることで長射程化が志向されるとともに、誘導手段を備えた短魚雷が出現し、後には対潜ミサイルの弾頭ともなった。最初期の短魚雷（航空機用のMk.24、水上艦用のMk.32など）はいずれも19インチ (483mm) 径であり、水上艦艇からの投射手段としては、現在主流となっている3連装発射管ではなく、短魚雷落射機が用いられた。これらは、対潜兵器としては初めて自律誘導を可能としたという点で画期的であったが、いずれも15ノット前後と低速であったために、実際の有効性は限定的なものであった。1960年より就役したMk.44は324mm径を採用し、航空魚雷として用いられたほか三連装発射管とともに水上艦艇に導入されて、まもなく西側諸国において標準となった。

## 原潜の普及とパッシブ戦への移行（1960年代 - 1980年代）
一方、このような技術・装備の改良と並行して、理論・戦術に関する洞察も進められていた。第2次世界大戦の実戦環境下で収拾された様々なデータが整理されるとともに、数学・海洋学等の学術的アプローチも加味した研究が行なわれた。海洋音響学の進歩や、平時からの海洋観測によって海底地形・底質や潮流・海流、地磁気、水質（水温・塩分など）などの情報を蓄積することで、エビデンスに基づく探知予察が可能となりつつあった。1961年にはSOSUSが実戦段階に移行し、パッシブ手段による広域対潜捜索の基礎が整えられた。
そしてこの探知予察を実戦に応用するため、アメリカ海軍においては対潜戦のシステム化が志向されるようになった。対潜哨戒機用としては、A-NEWシステムが1960年から海軍航空開発センター (NADC, Naval Air Development Center)（現：海軍航空戦センター (NAWC, Naval Air Warfare Center)）により開発を開始し、1963年にはUNIVAC-1830 (CP-823/U) を用いた試作機が完成、実用機であるCP-901/ASQ-114(UNIVAC 1830A)を搭載したP-3Cは1969年より部隊配備を開始した。なおシステム名称は、単に「新たなASW武器システム」(a new ASW weapons system) をもじったものと言われている。
さらに1964年9月には、当時対空戦 (AAW) を主眼として就役し始めていた海軍戦術情報システム (NTDS) を対潜戦向けに発展させる試みとして、ASWSC&CS (ASW Ship Command and Control System) に関するSOR (Specific Operational Requirement) が発出された。これは基本的にプロトタイプに過ぎなかったが、実用試験のためにASWSC&CSを搭載した3隻のHUK (Hunter/Killer) 任務群を編成することが決定され、1966年から1967年にかけてエセックス級空母の一隻である「ワスプ」を対潜空母として改装し (CVS-18)、また当時建造中だったガーシア級フリゲートのうち「ヴォーグ」(FF-1047) および「コーレシュ」(FF-1049) がASWSC&CSを搭載するよう改設計を受けた。この試作成果は後にスプルーアンス級駆逐艦やオリバー・ハザード・ペリー級ミサイルフリゲートなどのNTDSにおいて統合された。
そして1969年には、海軍艦隊気象数値センター (FNWC) により、全世界規模で対潜戦を支援する探知予察システムとして、固定翼哨戒機向けのASRAPS (Acoustic Sensor Range Prediction System) および回転翼哨戒機向けのSHARPS (Ship Helicopter Acoustic Range Prediction system) が稼働を開始した。
一方、作戦環境においては、1960年代末から1970年代にかけて、アメリカ海軍は、仮想敵であったソビエト連邦軍における潜水艦の原子力推進化と潜水艦発射対艦巡航ミサイル (USM) の配備という新たな状況変化に対応する必要性に直面していた。原子力潜水艦は対潜水上艦の追尾を振り切りうる機動性を備えており、USMの配備は、直衛線を突破されずとも船団が攻撃される危険性を示していた。
これに対処するため、1960年代後半より、アメリカ海軍は対潜作戦をアクティブ・オペレーションからパッシブ・オペレーションに転換するよう志向するようになった。当時、艦装備のソナーはアクティブ・モードでの運用を主としていたことから、まずDASHによりパッシブ型ソノブイを投射する研究 (DEStroyer JEZebel system, DESJEZ) が着手されたが、1969年のDASHの運用停止に伴って、有人でより汎用性の高いSH-2 LAMPS Mk I ヘリコプターが導入されたことにより、問題は一足飛びに解決されることとなった。
またこれらと並行して、収束帯 (CZ) を利用しての遠距離探知が可能なソナー・システムの開発も進められた。艦体装備方式ではソナー・アレイの全長に限度があることから、このような制約をもたない曳航式のソナー・システムの戦闘艦への配備が計画された。これは、SURTASS計画と並行して、ETAS (Escort Towed Array Sensor) として開発されることとなった。まず、初期の曳航ソナー・システムであるAN/SQR-15 TASSが、1973年から1974年にかけてブロンシュタイン級フリゲートなど一部の艦に実験的に配備された。しかし、これは装備艦の戦術的行動をあまりに大きく制約されることから、最終的に撤去されていた。この経験から、アメリカ海軍は、戦闘艦に装備した場合に、より柔軟な運用が可能であることが必要であると考えるようになり、これを反映して、計画名はのちに、戦術曳航ソナー・システムに変更された。
海上自衛隊が初参加した1980年の環太平洋合同演習（リムパック80）の時点で、アメリカ海軍は既にパッシブ・オペレーションへの移行をほぼ完了しており、日本側に大きな衝撃を与えた。演習期間中、アメリカ海軍の対潜戦術に従って行動した「あまつかぜ」においては、実働11日間の演習中、アクティブ・ソナーの発振は、接敵直前のわずか10分間のみであったとされている。

## システム化の進展と浅海域への回帰（1980年代 - ）
パッシブ・オペレーションにおいては、艦装備のソナーのほか、艦載ヘリコプターが敷設するソノブイおよび艦装備の曳航ソナー (TASS) が重要なセンサーとなるが、潜水艦捜索海面の広域化に伴い、これら各センサーの探知情報を統合する必要性が増大した。
これに応じて開発された水上艦用のシステムがAN/SQQ-89であり、その開発はASW-CSI（対潜戦闘システム統合）計画のもとで開始された。研究開発は1976年に開始され、コンセプト開発は1979年に完了した。1981年にはジェネラル・エレクトリック社に対して全規模開発が発注され、1986年1月より、「ムースブラッガー」(DD-980) の艦上にて運用試験が開始された。
一方、この時期には潜水艦の静粛性がさらに強化されるのに伴って、パッシブ・ソナーによる長距離探知に限界が生じていた。また冷戦構造崩壊に伴う情勢変化により、低強度紛争 (LIC) および戦争以外の軍事作戦 (MOOTW) の頻度が増え、浅海域での作戦が重視されるようになったが、このような作戦海域においてはパッシブ・オペレーションによる広域捜索の優位度が下がることもあり、アクティブ・ソナーもある程度の復権を果たすこととなった。これに伴い、上記のようなシステム化、ネットワーク中心の戦いコンセプトとあわせて、陸上のバイスタティック・レーダーと同様、地理的に分散配置された探信儀と受信機を連動させることで効果を増幅させる技術も研究されるようになった。探信儀と受信機を一組として用いる場合はバイスタティック・ソナー、複数の探信儀と複数の受信機を用いる場合はマルチスタティック・ソナーと称される。
アメリカ海軍では潜水艦を長期間探索し続ける対潜無人艦 (ACTUV : Anti-Submarine Warfare Continuous Trail Unmanned Vehicle) の研究を進めており、実証実験のためシー・ハンターを開発した。